# Fél nagytengely

A fél nagytengely egy ellipszisben.

A fél nagytengely geometriai fogalom, amely ellipszisek és hiperbolák méretét jelöli. 

## Ellipszis
A nagytengely az ellipszis két pontját összekötő azon egyenes szakasz, amely áthalad mindkét fókuszponton. A fél nagytengely ennek a fele; a középpontból indul az egyik fókuszponton át a csúcsig. Speciálisan, ha az ellipszis kör, akkor a fél nagytengely, és a fél kistengely is megegyezik a kör sugarával. Megfordítva, az ellipszis fél nagytengelyére gondolhatunk úgy, mint az ellipszis legnagyobb sugarára.
A fél nagytengely közvetlen kapcsolatban áll az ellipszis excentricitásával és a fókuszon átmenő, nagytengelyre merőleges húrral. A következő képletekben az excentricitás e, a fél kistengely b, és a fókuszon átmenő, nagytengelyre merőleges húr fele ℓ:
{\displaystyle b=a{\sqrt {1-e^{2}}},\,}
{\displaystyle \ell =a(1-e^{2}),\,}
{\displaystyle a\ell =b^{2}.\,}
A fél nagytengely hossza éppen az ellipszis egy pontja és az egyik fókuszpont távolságának középértéke.
Helyezzük el az ellipszist úgy, hogy az egyik fókuszpontja az origóban, a másik az x tengelyen legyen! Polárkoordinátákban tekintve az ellipszis egyenletét:
{\displaystyle r(1-e\cos \theta )=\ell .\,}
Az {\displaystyle r={\ell  \over {1+e}}\,\!} és az {\displaystyle r={\ell  \over {1-e}}\,\!} középértéke: {\displaystyle a={\ell  \over 1-e^{2}}.\,}

## Hiperbola
A hiperbola fél nagytengelye a hiperbola két ágának távolságának fele. Szokták ennek még a mínusz egyszeresét venni, a konvencióktól függően. 
A következő egyenletekben a hiperbola fél nagytengelyét a, a fél kistengelyét b, és a fókuszon átmenő, nagytengelyre merőleges húr felét ℓ. Ekkor:
{\displaystyle {\frac {\left(x-h\right)^{2}}{a^{2}}}-{\frac {\left(y-k\right)^{2}}{b^{2}}}=1.}
és
{\displaystyle a={\ell  \over e^{2}-1}.}
A hiperbola transzverzális tengelyének iránya megegyezik a nagytengely irányával.

## Parabola
Egy parabola tekinthető egy ellipszisekből álló sorozat határértékének, ahol is az egyik fókusz rögzített, míg a másik mindennél messzebb kerül. Eközben a fókuszon átmenő, nagytengelyre merőleges húr változatlan. Ekkor mindkét tengely hossza a végtelenbe tart; a nagytengely valamivel gyorsabban nő, mint a kistengely.

## Csillagászat

### Keringési idő
A csillagászatban a fél nagytengely az égitestek ellipszis alakú pályáinak meghatározó eleme.
A keringő égitestek T keringési ideje
{\displaystyle T=2\pi {\sqrt {a^{3} \over \mu }}}
ahol a a pálya fél nagytengelye, és μ az alap gravitációs paraméter. Tehát a keringési idő független az excentricitástól.
A Naprendszerben a fél nagytengely és a keringési idő közötti összefüggés követi a harmadik Kepler-törvényt:
{\displaystyle T^{2}\propto a^{3}\,}
ahol T-t években, a-t csillagászati egységben mérik. Ez a képlet a kéttest-probléma egyszerűsített leírása. A Newton által meghatározott alak:
{\displaystyle T^{2}={\frac {4\pi ^{2}}{G(M+m)}}a^{3}\,}
ahol G a gravitációs állandó, M a középponti, és m a keringő test tömege. Tipikusan M nagyságrendekkel nagyobb, mint m, ezért m elhanyagolható.

### Átlagos távolság
Gyakran mondják, hogy a fél nagytengely a keringő és a középponti test átlagos távolsága. Ez azonban nem pontos, mert a különféle paraméterezések más és más középértéket adnak:
- A középponttól mért szög alapján vett középérték a fél nagytengelyt adja
- A fókusztól mért szög alapján véve a középértéket a fél kistengelyt kapjuk: {\displaystyle b=a{\sqrt {1-e^{2}}}\,\!}
- Az eltelt idő és a keringési idő hányadosával számolva

{\displaystyle a\left(1+{\frac {e^{2}}{2}}\right).\,}
- Az ellipszissel azonos területű kör sugara a mértani középpel számítható:

{\displaystyle {\sqrt {ab}}=a{\sqrt[{4}]{1-e^{2}}}.\,}

### Energia
Az a fél nagytengely kiszámítható a következőképpen:
{\displaystyle a={-\mu  \over {2\varepsilon }}\,}
elliptikus, és ez vagy ellentettje hiperbolikus pálya esetén,
ahol {\displaystyle \varepsilon ={v^{2} \over {2}}-{\mu  \over \left|\mathbf {r} \right|}} a specifikus orbitális energia, és 
{\displaystyle \mu =G(M+m)\,} a gravitációs együttható.
Továbbá:
- v a keringő égitest kerületi sebessége
- r a keringő égitest helyvektora
- G a gravitációs állandó
- M és m a két test tömege.

Adott össztömeg és összenergia esetén a nagytengely azonos marad, tekintet nélkül az excentricitásra és a két test tömegének arányára. Megfordítva, adott össztömeg és adott nagytengely esetén az összenergia mindig ugyanaz marad.

## Jelölése
- Semi major axis: a.

## Fordítás
- Ez a szócikk részben vagy egészben  a   Semi-major axis című angol Wikipédia-szócikk fordításán alapul.  Az eredeti cikk szerkesztőit annak laptörténete sorolja fel. Ez a jelzés csupán a megfogalmazás eredetét és a szerzői jogokat jelzi, nem szolgál a cikkben szereplő információk forrásmegjelöléseként.